# Salvia misella
Salvia misella är en kransblommig växtart som beskrevs av Carl Sigismund Kunth. Salvia misella ingår i släktet salvior, och familjen kransblommiga växter. Inga underarter finns listade i Catalogue of Life.